# كينيث ييتس
كينيث ييتس (4 أغسطس 1938 في ناميبيا - ) (بالإنجليزية: Kenneth Yates)‏ هو لاعب كريكت ناميبي. لعب مع Cambridgeshire County Cricket Club ‏ ونادي جامعة كامبريدج للكريكيت ‏.